# Conus ortneri
Espèce
Conus ortneri est une espèce de mollusques gastéropodes marins de la famille des Conidae.
Comme toutes les espèces du genre Conus, ces escargots sont prédateurs et venimeux. Ils sont capables de « piquer » les humains et doivent donc être manipulés avec précaution, voire pas du tout.

## Distribution
Cette espèce marine est présente au large des Bahamas.

## Taxonomie

### Publication originale
L'espèce Conus ortneri a été décrite pour la première fois en 1998 par le malacologiste américain Edward James Petuch (d) dans « La Conchiglia »,.

### Synonymes
- Conus (Dauciconus) ortneri Petuch, 1998 · appellation alternative
- Conus (Purpuriconus) ortneri Petuch, 1998 · non accepté
- Purpuriconus ortneri (Petuch, 1998) · non accepté